# Mantas Kvedaravičius
Mantas Kvedaravičius, litovski filmski ustvarjalec, antropolog in arheolog, * 23. junij 1976, † 2. april 2022.
Znan je bil po vojnih reportažah s sovražnih območij.

## Življenje in kariera
Kvedaravičius je doktoriral iz socialne antropologije na Univerzi v Cambridgeu in bil izredni profesor na Univerzi v Vilni. Njegova doktorska naloga nosi naslov »Vozli odsotnosti: smrt, sanje in izginotje na mejah zakona v protiterorističnem območju Čečenije« (Univerza v Cambridgeu, 2012). Od vojne raztrgana Čečenija, ena od republik Ruske federacije, je tudi prizorišče njegovega dokumentarnega filma iz leta 2011 Barzah ("Limbo"). Njegov naslednji dokumentarni film, ki je izšel leta 2016, se osredotoča na ukrajinsko pristaniško mesto Mariupol, ki je bilo v letih 2014–15 pod napadom separatističnih čet. Leta 2019 je bil izdan Kvedaravičiusov prvi celovečerni film, Partenonas (Partenon), ki se dogaja v Atenah, Odesi in Istanbulu. Na podlagi večletnega etnografskega raziskovanja film govori o skrivnostnem delovanju spomina.

## Smrt
Mantas Kvedaravičius je bil ubit 2. aprila 2022 med obleganjem Mariupola, ko je delal na še enem dokumentarnem filmu o Mariupolu. Ljudmila Denisova, ukrajinska varuhinja človekovih pravic, je trdila, da so Kvedaravičiusa »Ujeli 'rašisti', ki so ga kasneje ustrelili. Okupatorji so truplo režiserja vrgli na ulico.« Kvedaravičiusova vdova Hanna Bilobrova je poročala, da jo je dva dni po njegovi smrti do njegovega trupla pripeljal ruski vojak. Povedala je, da je bil ustreljen v trebuh, a na oblačilih, ki jih je nosil, ni bilo nobene luknje, prav tako »ni bilo krvi na tleh«. Bilobrova, ki je truplo svojega moža prinesla domov v Litvo, namerava dokončati njihov film o Mariupolu.

## Filmografija

### Dokumentarci
- Barzakh (2011)
- Mariupolis (2016)

### Celovečerni filmi
- Partenon (Partenonas) (2019)

## Nagrade
- Barzakh

Mednarodna filmska nagrada Amnesty International, Film Festival v Berlinu 2011
Najboljši film, Beogradski festival dokumentarnega in kratkega filma 2011
Najboljši dokumentarni film, Litovske filmske nagrade 2011
Mednarodna filmska nagrada Amnesty International, Film Festival 2012 Ljubljana
Velika nagrada, 2011 Tallinn Black Nights Film Festival
Najboljši litovski prvenec, mednarodni filmski festival v Vilni 2011
- Mariupolis

Najboljši dokumentarni film, Litovske filmske nagrade 2016
Najboljši režiser, mednarodni filmski festival v Vilni 2016